# Ruth Evensen
Ruth Evensen (född 1951 i Gladsaxe) är ledare för församlingen Fadershuset, direktör för firman Human A/S och en av initiativtagarna till det danska Frihedspartiet. Hon har även skrivit boken "En Vækkerrøst". Evensen har tidigare drivit sin egen städfirma (Ruthemors Rengøringsservice) och även haft frisersalong. 

## Biografi
Ruth Evensen var pastor 1998 till 2004 men fungerar numera som direktor och presstalesman för församlingen. 2001 miste Faderhuset omkring 60 medlemmar, efter att pastor Ruth genomdrivit genomgripande förändringar inom församlingen.
Ruth Evensen blev känd efter att Faderhuset köpt Ungdomshuset på Jagtvej 69 i Köpenhamn.  I mars 2007 revs huset för att ge plats åt en kyrka, trots våldsamma protester och ockupation av fastigheten från olika autonoma grupper.
Den 7 juli 2007 meddelade Evensen att hon, tillsammans med Eivind Fønss och Agner Dalgaard, vill bilda ett nytt politiskt parti, Frihedspartiet, grundat i kristen människo- och familjesyn. Utlösande faktor var Kristendemokraternes nyligen genomförda kursändring i abortfrågan.